# 空軍研究所
空軍研究所（くうぐんけんきゅうじょ、USAF Air Force Research Laboratory、AFRL）は、アメリカ空軍の資材コマンドの研究組織。オハイオ州のライト・パターソン空軍基地に本部がある。

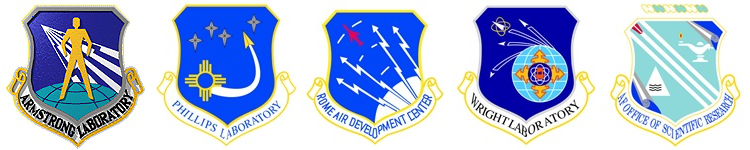
前身組織のエンブレム